# Szent Márk-székesegyház (Tuxtla Gutiérrez)
A Szent Márk-székesegyház a mexikói Tuxtla Gutiérrez város egyik műemléke, a Tuxtla Gutiérrez-i főegyházmegye központja.

## Története
A templom története 1560-ban kezdődött, amikor a Ciudad Real de Chiapa-i püspökségből, a tecpatláni domonkos kolostorból érkező szerzetesek felépítették az első, Szent Márknak szentelt templomot az akkor még csak Tuxtlának nevezett városban, egyúttal a város nevét is kiegészítették Szent Márk nevével, így innentől kezdve a település neve San Marcos Tuxtla (vagy San Marcos Tuchtla) lett. Amint felépült a templom, megkezdődött a környékbeli szoke indiánok hittérítése is, egyúttal kötelezték őket, hogy regisztrálják a születéseket, a házasságokat és a halálozásokat, a templom fenntartására és az itt szolgáló pap ellátására pedig „alamizsnaként ”pénzt szolgáltassanak be. A 17. században önálló plébánia alakult.
A templomot az idők során többször felújították és átépítették. Egy 1825-ben készült festményen már például máshogy néz ki, mint egy korábbi ábrázoláson. 1848. május 31-én Joaquín Miguel Gutiérrez nemzeti hős földi maradványait, miután azok tíz napig a Szent Jáncint-kápolnában voltak elhelyezve, átszállították ebbe a templomba, ahol egyébként 1796. augusztus 27-én Dionisio José Canales atya megkeresztelte az újszülött Gutiérrezt. A maradványok egészen 1938-ig maradtak a templomban, amikor is áthelyezték őket az újonnan létrehozott, róla elnevezett parkba, az őt ábrázoló szobor alá. Ugyancsak 1848-ban változtatták meg a város nevét is: elhagyták belőle a San Marcos nevet, és hozzátették a Gutiérrezt.
A város első köztéri órája 1891-ben jelent meg, ezt 1898-ban, Manuel de Jesús Coronel plébános idején a templom északi tornyába helyezték át. 1913-ban az addigi gyarmati stílusjegyeket magán viselő templom homlokzatát ismét átépítették, ezúttal modern stílusban. 1914-ben azonban részben megsemmisült az épület, mivel a forradalom harcai során a carranzisták Jesús Agustín Castro vezetésével katonai célokra használták fel a templomot. 1916-ban Joaquín Palacios pap kijavíttatta a károkat: a munkálatok során katalán típusú boltozatot építettek bele, és kettő, a korábbinál magasabb tornyot emeltek. Ezek a tornyok 1981-ig álltak.
1931-ben a városi önkormányzat egy Gutiérrez-emléktáblát is elhelyezett a templom hátsó részén. 1965. július 24-én létrejött a Tuxtla Gutiérrez-i püspökség, így a templom székesegyházi rangot kapott. 1982-ben modernizálták a homlokzati díszeket, a főkapu fölé elhelyezték Szent Márk jelképét, egy szárnyas oroszlánt, valamint felépítettek egy harangtornyot zenélő órával. 1990-ben II. János Pál pápa is ellátogatott a székesegyházba. 1997-ben 8 700 000 peso költséggel kialakították a templom körüli parkot, egyúttal felújították az épületet is: az ünnepélyes átadásra 1997. december 17-én került sor. 2007-től, miután az egyházmegye érsekségi rangra emelkedett, a székesegyház már érseki központként működik.
2009-ben ismét felújították.

## Leírás
A templom a Mexikó déli részén található Chiapas állam fővárosában, Tuxtla Gutiérrezben található a központi parkban. Alaprajza latin kereszt, elrendezése egyhajós, oldalkápolnákkal. A félköríves záródású főbejáratot két oszlop szegélyezi, fölötte két kis ablak található, ezek fölött pedig a névadó Szent Márk jelképe, egy szárnyasoroszlán-szobor. Egyedül az apszis az, ami még a régi épületből megmaradt, a többi rész későbbi felújítások és átépítések eredménye. A toronyban egy Németországban készült harangjáték található, amely 48 harangból áll. Minden órában zenél, miközben egy kis talapzaton a 12 apostol „felvonulása” látható.
A templom egyik turisztikai látványossága a csütörtöktől vasárnapig 20 órától kezdve 20 percenként ismétlődő, 10 perc hosszúságú fényfestés, amely a homlokzatra vetített színes mozgóképekből áll, zenei aláfestéssel. Az előadás során megjelennek Chiapas állam kulturális értékei, például Bonampak ősi festményei vagy a marimba zenéje.

## Képek

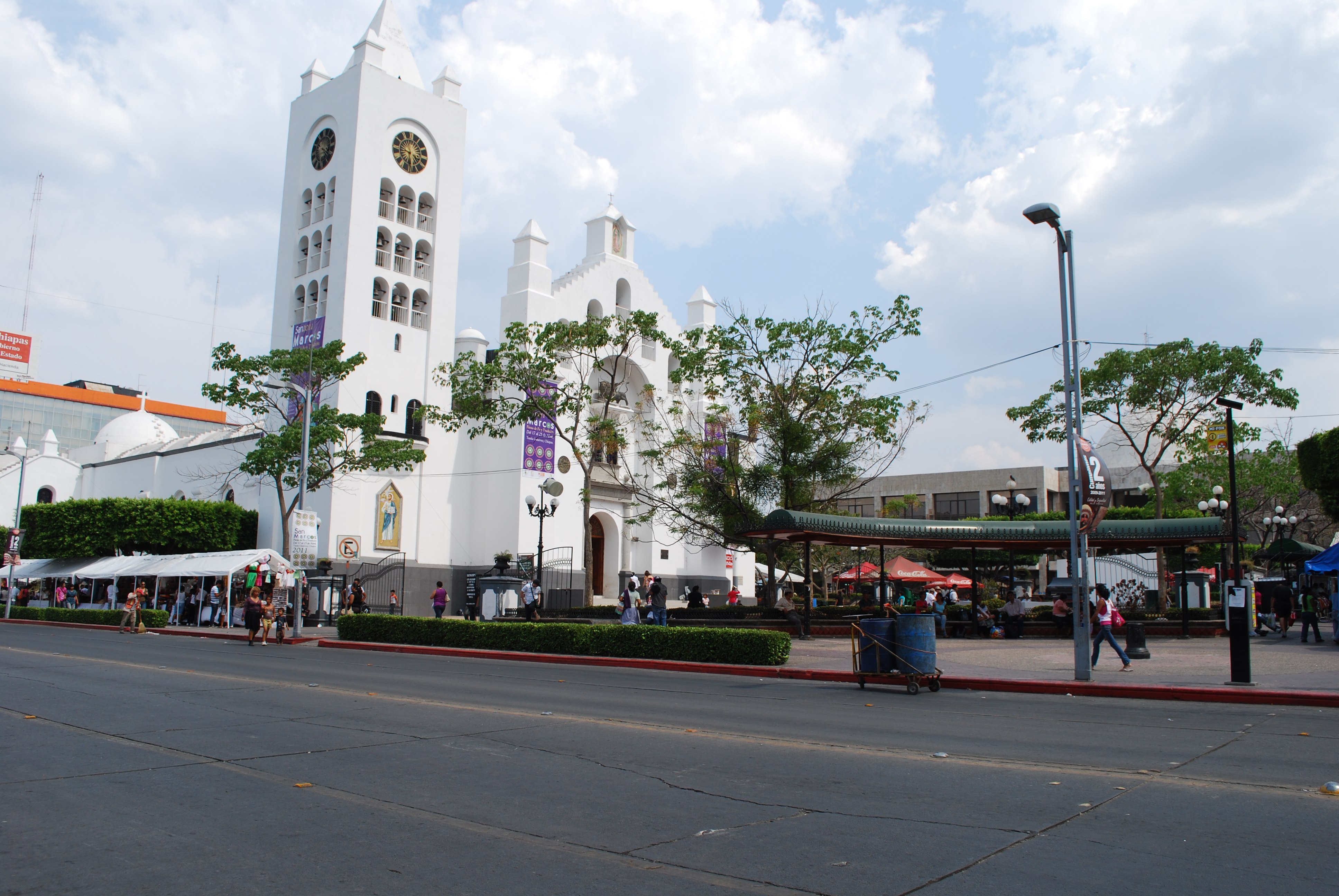
A templom és környezete
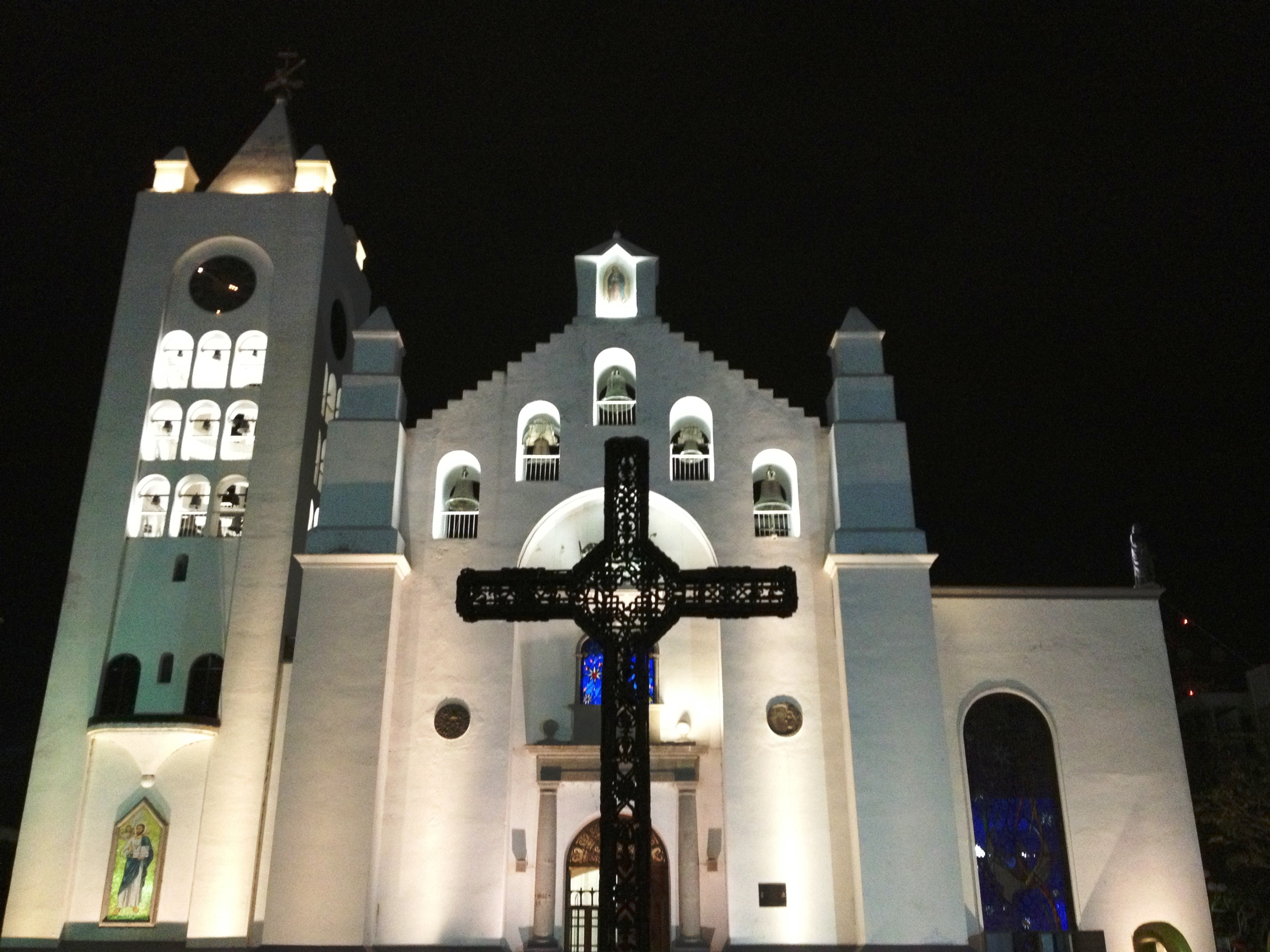
Éjjel kivilágítva
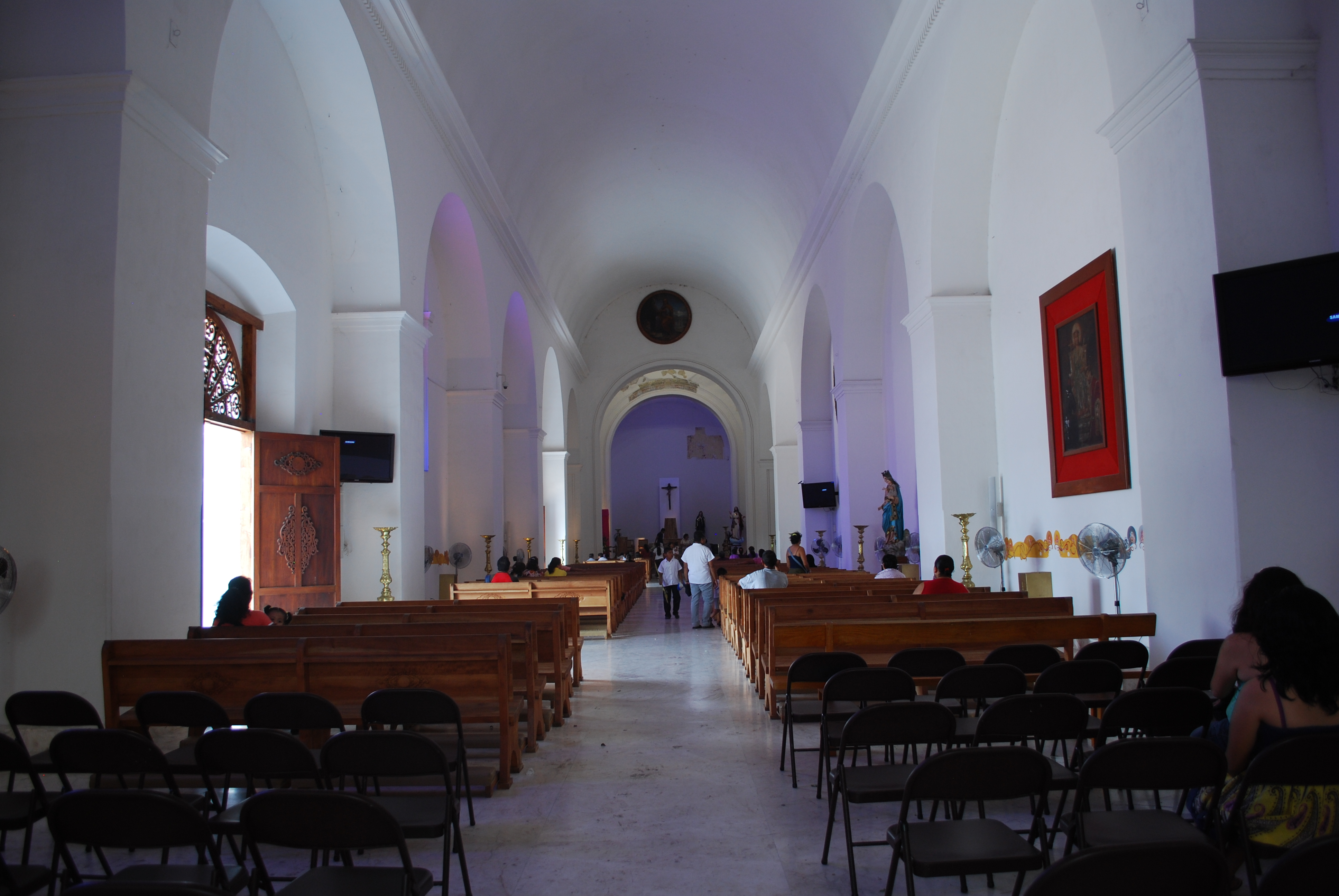
Belső kép
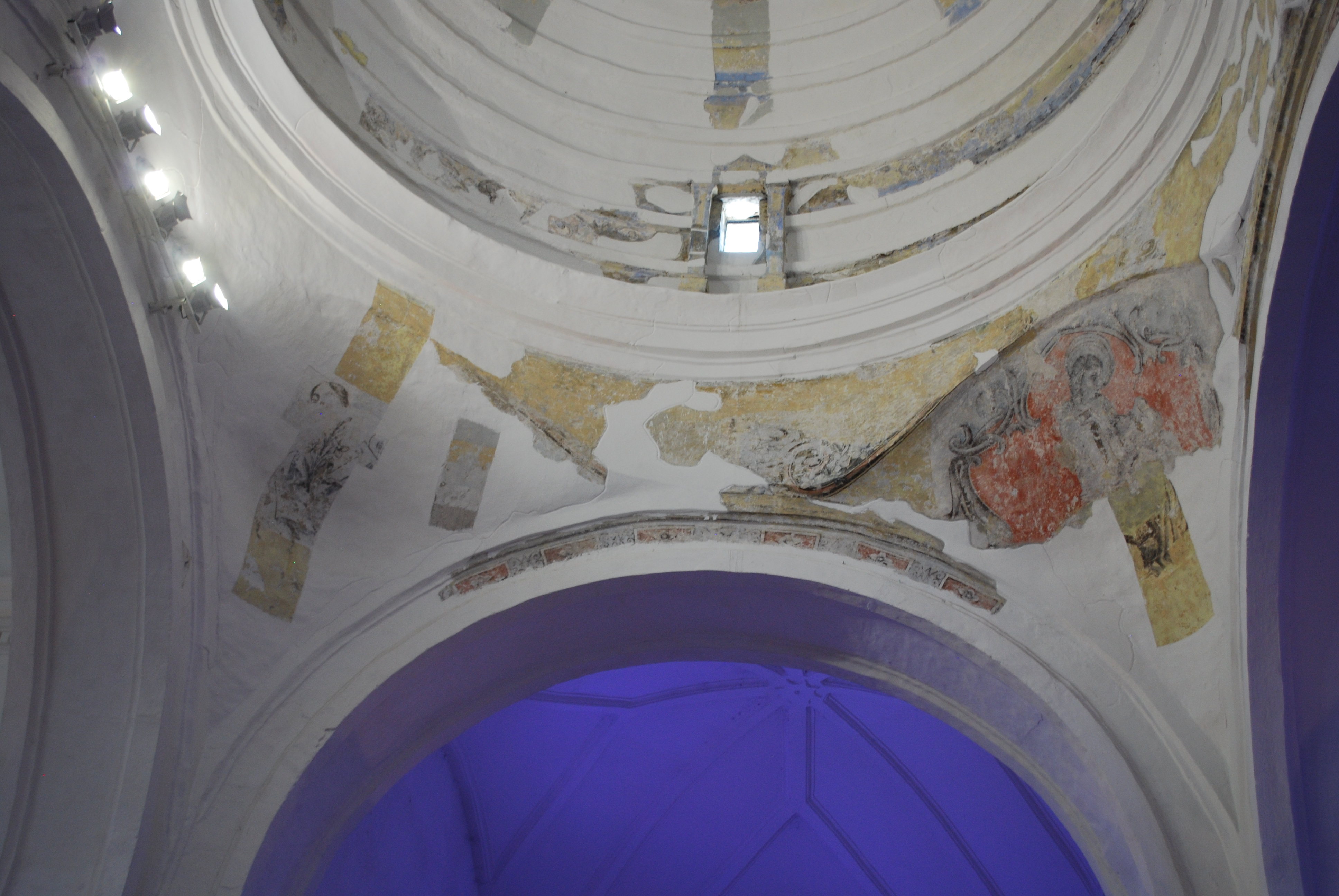
Régről megmaradt festmények